# Bolesław Oskierka
Bolesław Oskierka herbu Murdelio (ur. 1822 w Wodowiczach, zm. 30 grudnia 1896 w Warszawie) – komisarz powiatu mińskiego w powstaniu styczniowym, polski działacz narodowy i społeczny, ziemianin, zesłaniec.

## Życiorys
Bolesław Oskierka urodził się w 1822 roku w Wodowiczach w powiecie mozyrskim w guberni mińskiej. Syn marszałka mozyrskiego Pawła Oskierki herbu Murdelio i Franciszki z Jeleńskich. Ukończył Instytut Szlachecki w Wilnie. Studiował na uniwersytecie w Dorpacie tam też był tymczasowo aresztowany za udział w spisku Karola Hildebrandta. Ożenił się ze swoją siostrzenicą Marią Mikuliczówną i osiadł w majątku Jaczonka w powiecie mińskim.
W 1862 roku został wybrany na marszałka powiatu mińskiego. Włączył się w działalność konspiracyjną w guberni mińskiej. Popierał uwłaszczenie chłopów. W czasie powstania styczniowego mianowany został komisarzem powiatu mińskiego. Działał w organizacji powstańczej. Aresztowany przez władze carskie w 1864 r. Rok spędził w więzieniu Bernardyńskim w Mińsku. Podczas przesłuchań nie wydał swoich współtowarzyszy z powstania. Został skazany na karę śmierci, którą później zamieniono na dwadzieścia lat katorgi. Majątek Jaczonka został skonfiskowany. Wysłany 30 sierpnia 1865 roku na katorgę do Usołu, karę odbywał w warzelni soli. Po kilku latach został przeniesiony do Tobolska. W 1875 roku na mocy manifestu cara zamieszkał w Warszawie. Miał syna Wacława. Zmarł 30 grudnia 1896 w Warszawie, tam też pochowany na cmentarzu powązkowskim.